# سیارک ۴۳۶۶
سیارک ۴۳۶۶ (به انگلیسی: 4366 Venikagan، نامگذاری:1979YV8) چهار هزار و سیصد و شصت و ششمین سیارک کشف شده‌است که در ۲۴ دسامبر ۱۹۷۹ کشف شد.
قدر مطلق سیارک برابر ۱۲٫۱۰ است.